# Robert Bernard (compositeur)
Pour les articles homonymes, voir Bernard et Robert Bernard.
Robert Bernard (Genève 1900 - Paris 1971) est un compositeur, pianiste, pédagogue, musicographe et critique musical français d'origine suisse.

## Biographie
Né le 10 octobre 1900 à Genève, Robert Bernard étudie au conservatoire et à l'université de la ville, auprès de Templeton Strong, Barblan et Lauber. 
En 1926, il s'installe à Paris et travaille avec Louis Aubert. Il est nommé professeur à la Schola Cantorum en 1937. Dans la capitale française, il enseignera également au Conservatoire international de musique. 
Entre 1939 et avril 1940 puis 1946 et 1951, il collabore à La Revue musicale, comme rédacteur en chef puis comme codirecteur avec Henry Prunières, et enfin comme directeur. Pendant la guerre, il crée et dirige un nouveau journal, L'Information musicale. Bernard est secrétaire général d'une Association de musique contemporaine récemment créée, qui organise des concerts chaque semaine : C. Münch dirige des œuvres de Marcel Mihalovici, Florent Schmitt (président d'honneur) et Honegger le 20 mars 1940, et ce premier concert est radiodiffusé.
Bernard participe à la rédaction de plusieurs ouvrages sur l'histoire de la musique, notamment La Musique des origines à nos jours dirigé par Norbert Dufourcq, dans lequel il rédige les articles sur les compositeurs contemporains. Il organise des conférences culturelles à travers le monde. 
Dans ses ouvrages, articles et conférences, il attache une grande importance à la musique française. Il est en particulier l'auteur de monographies consacrées à Franck, Aubert et Roussel.
En tant que compositeur, il a écrit de la musique de chambre, des mélodies, des concertos pour piano et des pièces pour piano seul. Il a composé une œuvre inspirée du tableau de Poussin Les Bergers d'Arcadie. Il a également été musicien et chef d'orchestre.

## Ouvrages
- Jacques Durand (1865-1928), Genève, Édition de la Revue mensuelle, 1929, 100 p. (BNF 35135493)
- Albert Roussel : sa vie, son œuvre, Paris, La Colombe, coll. « Euterpe » (no 3), 1948, 128 p.
- Histoire de la Musique, 3 tomes publiés de 1961 à 1964, réédités et mis à jour en 1970 et 1974 avec un quatrième tome.

## Compositions
- Divertissement pour violon et orchestre ;
- Prélude pour le cimetière marin ;
- Quintette.
- Concerto pour piano (24 janvier 1943, salle Poirel, Conservatoire) par Louise Clavius Marius (épouse de Tony Aubin) et l'orchestre dirigé par Alfred Bachelet
- Les Bergers d'Arcadie, poème symphonique (Concerts Pasdeloup, décembre 1943, sous la direction de Gustave Cloëz)[4]

### Bases de données
- Ressource relative à la musique :   - Grove Music Online
- Notice dans un dictionnaire ou une encyclopédie généraliste :   - Larousse
- Notices d'autorité :   - VIAF
  - ISNI
  - BnF (données)
  - IdRef
  - LCCN
  - GND
  - Italie
  - Belgique
  - Pays-Bas
  - Pologne
  - Israël
  - NUKAT
  - Portugal
  - WorldCat